# Стивос
Стивос (грч. Στίβος) је насељено место у општини Бешичко Језеро у периферији Средишња Македонија, Грчка. Према попису из 2021. године било је 502 становника.
Насеље је 1913. године имало 80 житеља Турака. После Првог светског рата насељене су грчке избегличке породице, те је 1920. године било 289 житеља. Године 1924. турско становништво је принудно исељено у Турску а на њихово место су насељене друге избегличке породице, тако је на попису из 1928. године Стивос имао 378 становника. Село се раније звало Гуменич.